# Kappa Herculis B
Kappa Herculis B (κ Herculis B / 7 Herculis B / HD 145000 / HR 6009) es una estrella en la constelación de Hércules de magnitud aparente +6,23.
Visualmente separada 27 segundos de arco de Kappa Herculis A, actualmente se piensa que las dos estrellas no están físicamente relacionadas, constituyendo una doble óptica, es decir, simplemente se encuentran en la misma línea de visión.
Mientras que Kappa Herculis B se encuentra a 471 años luz del sistema solar, Kappa Herculis A se halla a 388 años luz.
Las dos estrellas reciben ocasionalmente el nombre de Marsik o Marsic —«el codo» en árabe, por su posición en la figura del héroe—, utilizado también para designar a λ Ophiuchi, esta última más conocida como Marfik.
Kappa Herculis B es una gigante naranja de tipo espectral K2III con una temperatura superficial de 4650 K. Su luminosidad es 70 veces mayor que la luminosidad solar y tiene un diámetro 13 veces más grande que el del Sol.
Posee una metalicidad un 30% superior a la del Sol y, con una masa de 2,5 masas solares, su edad se estima en 700 millones de años.
Tanto su contenido metálico como su edad difieren de los de Kappa Herculis A, corroborando el hecho de que ambas estrellas no están gravitacionalmente unidas.